# Ternavka, Camenița
Ternavka (în ucraineană Тернавка) este un sat în comuna Suprunkivți din raionul Camenița, regiunea Hmelnîțkîi, Ucraina.

## Demografie
Componența lingvistică a localității Ternavka
     Ucraineană (96,1%)
     Rusă (3,9%)
Conform recensământului din 2001, majoritatea populației localității Ternavka era vorbitoare de ucraineană (96,1%), existând în minoritate și vorbitori de rusă (3,9%).